# Symfonie č. 4 (Martinů)
Symfonie č. 4., H. 305, se označuje jako radostná symfonie Bohuslava Martinů (1890-1959). Jedná se o jedno z nejhranějších a nejvýznamnějších děl, které završuje válečnou etapu skladatelova působení ve Spojených státech amerických. Tato symfonie byla zkomponovaná před koncem 2. světové války, v době očekávání vytouženého míru a příznivé budoucnosti.

## Okolnosti vzniku díla
Symfonie vznikala v New Yorku ve skladatelově bytě v 58. ulici. (1. věta v kompletní verzi vznikla mezi: 1. 4. – 17. 4., 2. věta 2. 5., 3. věta 22. 5. 1945). Poslední věta byla dokončena 14. 6. 1945 v blízkosti South Orleans na Cape Cod v malém domě u moře (část Massachusetts). Je věnovaná manželům Helene a Williamovi Zieglerovým, u kterých prožil Martinů řadu pěkných chvil na jejich přímořské usedlosti v Norotonu, nedaleko Darienu a Stamfordu.

## Názvy vět
- I. Poco moderato
- II. Scherzo
- III. Largo
- IV. Poco allegro

## Analytické poznámky
Tematický materiál 1. věty je složen ze dvou hlavních motivů, se kterými se dále pracuje. Kontrastu je dosaženo mezi jednotlivými motivy: na začátku se ozve zpěvný prvek a proti němu je nasazen rytmický pohyb šestnáctinových not v 6/8 taktu. Forma: a - b - A - B - Coda. Díl a je expoziční a variační, díl b evoluční, kulminuje až do vrcholu, po kterém se v pianissimu vrací díl A, ovšem v augmentaci a ve zvukové i vnitřní polyfonii, stejně tak i v opakování dílu B. 2. věta je scherzem v 6/8 taktu (Allegro vivo). Věta má rychlé tempo, ve kterém se hudební proud rychle mění, téma prochází přes různé nástroje za doprovodu smyčců v rychlém triolovém pohybu. V průběhu skladby se hudební proud změní na 2/4 šestnáctinový pohyb a po krátké gradaci se zvuk orchestru náhle ztiší. Melodie dostává širší legatový charakter. Vše se stupňuje až do forte celého orchestru, v němž jsou oba prvky spojeny (6/8 a 2/4). Trio je klidné a po něm následuje opakování první části. 3. věta – Largo ve vážném 3/4 pohybu. Celá věta je založena na dlouhé melodii smyčců, k nimž se později přidružuje ornamentální pohyb v dřevěných nástrojích. 4. věta – Poco allegro. Po krátkém úvodu zazní dvě rozdílná témata: 1. zpěvné periodické téma, 2. lyrické. Po vygradování druhého tématu zazní dvě variace v odstupňované dynamice. Následuje návrat k druhému lyrickému tématu v provedení a prvního tématu v repríze, jež přechází v codu. Coda je založená na rychlém šestnáctinovém pohybu Allegra a na mohutné gradaci.

## Premiéra a recepce
Premiéra se konala 30. listopadu 1945 ve Filadelfii. Provedena byla Filadelfským orchestrem pod vedením dirigenta Eugena Ormandyho v Academy of Music. Sám Martinů o jejím provedení napsal: „Ohromný úspěch, hráli ji třikrát, po čtvrté ji budou hrát v New Yorku."
Čtvrtá symfonie si vysloužila pozitivní hudební kritiku. Olin Downes napsal pro New York Times: „Nemůžeme naslouchat této hudbě s jejím heroickým hudebním tématem v poslední větě a vyzařující v posledních stránkách energii a sílu ducha, aniž bychom pomyslili na vzkříšení Československa a na svět lepších perspektiv.“
Další, kdo vyslovil svůj obdiv skladateli, tentokrát v New York Herald Tribune, byl hudební kritik Virgil Thomson: „Martinů je důstojný dědic tradice, která vytvořila Smetanu a Dvořáka. Jeho hudba je česká v melodickém charakteru, mezinárodní a novoklasická v technice.“
V českém prostředí byla premiéra uvedena 18. 10. 1946 Českou filharmonií pod vedením Rafaela Kubelíka.

## Vydání
V roce 2014 vyšla Symfonie č. 4 ve vědecko-kritické edici dirigentky Sharon Andrey Choa u vydavatelství Bärenreiter v rámci Souborného vydání děl Bohuslava Martinů, které organizuje Institut Bohuslava Martinů v Praze. Edice je opatřena detailní předmluvou a kritickou zprávou, vč. faksimile důležitých pramenů; vše v českém a anglickém jazyce.